# Cinto Caomaggiore
Cinto Caomaggiore este o comună din provincia Veneția, regiunea Veneto, Italia, cu o populație de 3.327 de locuitori și o suprafață de 21,32 km².

## Demografie
Cinto Caomaggiore - evoluția demografică

|  | Graficele sunt indisponibile din cauza unor probleme tehnice. Mai multe informații se găsesc la Phabricator și la wiki-ul MediaWiki. |

Date: Recensăminte sau birourile de statistică - grafică realizată de Wikipedia